# Väldefinierad
Inom matematiken innebär väldefinierad att definitionen av ett uttryck har en unik tolkning eller ger endast ett värde. En funktion däremot är väldefinierad när den ger samma resultat då ingångsvärdets representativa värde ändras utan att dess kvantitiva värde gör det. Exempelvis om {\textstyle f} har reella ingångsvärden och {\textstyle f(0,5)\neq f(1/2)} så är {\textstyle f} inte väldefinierad och därmed inte en funktion. Termen kan även användas till logiska uttryck som är entydiga och omotsägelsefulla.
Att en funktion inte är väldefinierad är inte detsamma som att funktionen inte är odefinierad. Om exempevis {\textstyle f(x)=x^{-1}} så är funktionen odefinierad för {\textstyle f(0)}, men det betyder inte att den är väldefinierad; 0 är helt enkelt inte en del av domänet {\textstyle f}.

## Exempel
Låt {\textstyle A_{0}} och {\textstyle A_{1}} vara mängder, {\textstyle A=A_{0}\cup A_{1}}och "definiera" {\textstyle f:A\rightarrow \{0,1\}} som {\textstyle f(a)=0} om {\textstyle a\in A_{0}} och {\textstyle f(a)=1} om {\textstyle a\in A_{1}}. Då är {\textstyle f} väldefinierad om {\textstyle A_{0}\cap A_{1}=\emptyset }. Om exmpelvis {\textstyle A_{0}:=\{2,4\}} och {\textstyle A_{1}:=\{3,5\}} så är {\textstyle f(a)} väldefinierad och lika med {\textstyle \operatorname {mod} (a,2)}. Om emellertid {\textstyle A_{0}\cap A_{1}\neq \emptyset } så är {\textstyle f} inte väldefinierad eftersom {\textstyle f(a)} är "tvetydig" för {\displaystyle a\in A_{0}\cap A_{1}}. Om exempelvis {\textstyle A_{0}:=\{2\}} och {\textstyle A_{1}:=\{2\}} så måste {\displaystyle f(2)} både vara 0 och 1, vilket gör det tvetydigt. Detta gör att den senare {\textstyle f} inte är väldefinierad och är då inte en funktion.